# Championnat d'Espagne féminin de football 2020-2021
Navigation
Édition précédente Édition suivante
La saison 2020-2021 de Primera División Femenina, est la trente-troisième édition du championnat d'Espagne féminin de football et la deuxième sous l'appellation Primera Iberdrola. Le FC Barcelone est le tenant du titre.

## Déroulement de la saison
Après la saison 2019-2020 perturbée par la pandémie de Covid-19, le début de cette nouvelle saison est reporté en octobre. Comme il n'y a pas eu de relégations, mais deux promotions, le championnat se dispute avec 18 équipes. Pour revenir à un format normal de 16 équipes en 2021-2022, il y aura quatre relégations en fin de saison.
Cette saison trois clubs se qualifient pour la Ligue des champions féminine de l'UEFA 2021-2022. Le champion est directement qualifié pour la phase de poules, le vice-champion est qualifié pour le deuxième tour et le troisième pour le premier tour de qualification.

## Organisation
La compétition est disputée par 18 équipes qui s'affrontent chacune deux fois (un match sur le terrain de chaque équipe) selon un ordre préalablement établi par tirage au sort.
Les équipes marquent des points en fonction de leurs résultats: 3 points par match gagné, 1 pour un match nul et 0 pour les défaites. Le club qui accumule le plus de points à la fin du championnat est proclamé champion d'Espagne et obtient une place dans la Ligue des champions féminine pour la saison suivante.
Les quatre derniers classés sont relégués en deuxième division.

## Participantes
| \| Madrid: Atlético de Madrid Madrid CFF Rayo Vallecano Real Madrid FC Barcelone Levante UD Deportivo La Corogne Athletic Club Real Sociedad Madrid EF Logroño UDG Tenerife Séville FC Betis Séville SC Huelva Valence CFF Espanyol Barcelone Santa Teresa SD Eibar \| Localisation des clubs engagés. |
| Madrid: Atlético de Madrid Madrid CFF Rayo Vallecano Real Madrid FC Barcelone Levante UD Deportivo La Corogne Athletic Club Real Sociedad Madrid EF Logroño UDG Tenerife Séville FC Betis Séville SC Huelva Valence CFF Espanyol Barcelone Santa Teresa SD Eibar                                       |

| Pos.  | Reléguées en deuxième division |
| ----- | ------------------------------ |
| aucun |                                |

| Pos. | Promues en première division |
| ---- | ---------------------------- |
| 1re  | Santa Teresa Club Deportivo  |
| 2e   | Sociedad Deportiva Eibar     |

| Club                                | Ville               | Stade                                    | Capacité | Classement 2019-2020 |
| ----------------------------------- | ------------------- | ---------------------------------------- | -------- | -------------------- |
| FC Barcelone                        | Barcelone           | Estadi Johann Cruijff                    | 950      | 1re                  |
| Club Atlético de Madrid             | Madrid              | Cerro del Espino                         | 3 376    | 2e                   |
| Levante Unión Deportiva             | Valence             | El Terrer                                | 900      | 3e                   |
| Deportivo La Corogne                | La Corogne          | Ciudad Deportiva de Abegondo             | 1 430    | 4e                   |
| Athletic Club                       | Bilbao              | Instalaciones de Lezama                  | 1 500    | 5e                   |
| Real Sociedad                       | Saint-Sébastien     | Instalaciones de Zubieta                 | 2 500    | 6e                   |
| Escuelas de Fútbol Logroño          | Logroño             | Estadio Las Gaunas                       | 16 000   | 7e                   |
| Rayo Vallecano                      | Madrid              | Ciudad Deportiva Rayo Vallecano          | 2 500    | 8e                   |
| Unión Deportiva Granadilla Tenerife | Granadilla de Abona | La Hoya del Pozo                         | 1 500    | 9e                   |
| Real Madrid Club de Fútbol          | Madrid              | Ciudad Real Madrid                       | 8 000    | 10e                  |
| Sevilla Fútbol Club                 | Séville             | Ciudad Deportiva Ramón Cisneros Palacios | 7 500    | 11e                  |
| Real Betis Balompié                 | Séville             | Ciudad Deportiva Luis del Sol            | 3 500    | 12e                  |
| Madrid Club de Fútbol Femenino      | Madrid              | Estadio Municipal Matapiñonera           | 3 000    | 13e                  |
| Sporting Club de Huelva             | Huelva              | Campos Federativos de La Orden           | 800      | 14e                  |
| Valencia Club de Fútbol Femenino    | Valence             | Estadio Municipal Antonio Puchades       | 3 000    | 15e                  |
| Espanyol de Barcelone               | Barcelone           | Ciutat Esportiva Dani Jarque             | 1 520    | 16e                  |
| Santa Teresa Club Deportivo         | Badajoz             | El Vivero                                | 800      | D2                   |
| Sociedad Deportiva Eibar            | Eibar               | Instalaciones de Unbe                    | 1 000    | D2                   |

## Compétition

### Classement
| Rang | Équipe                | Pts | J  | G  | N  | P  | Bp  | Bc | Diff |
| ---- | --------------------- | --- | -- | -- | -- | -- | --- | -- | ---- |
| 1    | FC Barcelone T C C1   | 99  | 34 | 33 | 0  | 1  | 167 | 15 | +152 |
| 2    | Real Madrid           | 74  | 34 | 23 | 5  | 6  | 75  | 33 | +42  |
| 3    | Levante UD            | 70  | 34 | 21 | 7  | 6  | 68  | 43 | +25  |
| 4    | Atlético de Madrid    | 63  | 34 | 18 | 9  | 7  | 61  | 32 | +29  |
| 5    | Real Sociedad         | 61  | 34 | 18 | 7  | 9  | 66  | 44 | +22  |
| 6    | UDG Tenerife          | 58  | 34 | 17 | 7  | 10 | 58  | 47 | +11  |
| 7    | Madrid CFF            | 53  | 34 | 16 | 5  | 13 | 49  | 44 | +5   |
| 8    | Séville FC            | 45  | 34 | 12 | 9  | 13 | 42  | 50 | -8   |
| 9    | Valencia CF           | 44  | 34 | 11 | 11 | 12 | 51  | 60 | -9   |
| 10   | SC Huelva             | 44  | 34 | 12 | 8  | 14 | 37  | 48 | -11  |
| 11   | Athletic Bilbao       | 40  | 34 | 11 | 7  | 16 | 43  | 60 | -17  |
| 12   | Real Betis            | 35  | 34 | 9  | 8  | 17 | 34  | 62 | -28  |
| 13   | Rayo Vallecano        | 34  | 34 | 8  | 10 | 16 | 37  | 58 | -21  |
| 14   | SD Eibar P            | 33  | 34 | 9  | 6  | 19 | 32  | 62 | -30  |
| 15   | Deportivo             | 29  | 34 | 8  | 5  | 21 | 39  | 81 | -42  |
| 16   | Espanyol de Barcelone | 25  | 34 | 6  | 7  | 21 | 31  | 70 | -39  |
| 17   | EDF Logroño           | 24  | 34 | 5  | 9  | 20 | 32  | 60 | -28  |
| 18   | Santa Teresa P        | 24  | 34 | 6  | 6  | 22 | 23  | 76 | -53  |

| Légende : Qualifications et relégations | Légende : Qualifications et relégations                                                                                                   |
| --------------------------------------- | --- |
|                                         | Ligue des champions féminine de l'UEFA 2021-2022 (phase de groupes)                                                                       |
|                                         | Ligue des champions féminine de l'UEFA 2021-2022 (2e tour de qualification)                                                               |
|                                         | Ligue des champions féminine de l'UEFA 2021-2022 (1er tour de qualification)                                                              |
|                                         | Relégation en deuxième division |
|                                         | T : Tenant du titre P : Promu C : Vainqueur de la Coupe de la Reine 2020-2021 C1 : Vainqueur de la Ligue des champions féminine 2020-2021 |

## Statistiques

### Meilleures buteuses
Source.
| Rg                 | Joueuse               | Club            | Buts |
| ------------------ | --------------------- | --------------- | ---- |
| Médaille d'or      | Jennifer Hermoso      | FC Barcelone    | 31   |
| Médaille d'argent  | Esther González       | Levante UD      | 29   |
| Médaille de bronze | Asisat Oshoala        | FC Barcelone    | 18   |
| Médaille de bronze | Alexia Putellas       | FC Barcelone    | 18   |
| 5.                 | Kosovare Asllani      | Real Madrid     | 16   |
| 6.                 | Lucía García          | Athletic Bilbao | 15   |
| 6.                 | Ludmila               | Atlético Madrid | 15   |
| 6.                 | Lieke Martens         | FC Barcelone    | 15   |
| 9.                 | Marta Cardona         | Real Madrid     | 14   |
| 10.                | Mariona Caldentey     | FC Barcelone    | 13   |
| 10.                | Deyna Castellanos     | Atlético Madrid | 13   |
| 10.                | Nerea Eizaguirre (en) | Real Sociedad   | 13   |
| 10.                | Amaiur Sarriegui      | Real Sociedad   | 13   |

### Meilleures passeuses
| Rg                 | Joueuse                | Club            | P.d. |
| ------------------ | ---------------------- | --------------- | ---- |
| Médaille d'or      | Caroline Graham Hansen | FC Barcelone    | 19   |
| Médaille d'argent  | Jennifer Hermoso       | FC Barcelone    | 14   |
| Médaille de bronze | Mariona Caldentey      | FC Barcelone    | 10   |
| Médaille de bronze | Lieke Martens          | FC Barcelone    | 10   |
| Médaille de bronze | Marta Torrejón         | FC Barcelone    | 10   |
| 6.                 | Aitana Bonmati         | FC Barcelone    | 9    |
| 6.                 | Sofia Jakobsson        | Real Madrid     | 9    |
| 8.                 | Deyna Castellanos      | Atlético Madrid | 8    |
| 8.                 | Alexia Putellas        | FC Barcelone    | 8    |
| 8.                 | Claudia Pina           | Séville FC      | 8    |

## Bilan de la saison
| Championnat d'Espagne féminin de football 2020-2021 |                         |
| Champion                                            | FC Barcelone (6e titre) |
| Dauphin                                             | Real Madrid             |
| Coupes et trophées                                  |                         |
| Vainqueur de la Coupe d'Espagne 2020-2021           | FC Barcelone            |
| Qualifications continentales                        |                         |
| Ligue des champions féminine de l'UEFA 2021-2022    | FC Barcelone            |
| Ligue des champions féminine de l'UEFA 2021-2022    | Real Madrid             |
| Ligue des champions féminine de l'UEFA 2021-2022    | Levante UD              |
| Promotions et relégations                           |                         |
| Promus en Primera División                          | Villarreal CF           |
| Promus en Primera División                          | Deportivo Alavés        |
| Relégués en Segunda División                        | Deportivo               |
| Relégués en Segunda División                        | Espanyol                |
| Relégués en Segunda División                        | EF Logroño              |
| Relégués en Segunda División                        | Santa Teresa            |